# АТХ код D02
АТХ код D02 (англ. ATC code D02)  «Дерматопротекторы» — раздел система буквенно-цифровых кодов Анатомо-терапевтическо-химической классификации, разработанных Всемирной организацией здравоохранения для классификации лекарств и других медицинских продуктов. Подгруппа D02 является частью группы препаратов D «Препараты для лечения заболеваний кожи».
Коды для применения в ветеринарии (ATCvet коды) могут быть созданы путём добавления буквы Q в передней части человеческого Код ATC: QD02.
Из-за различных национальных особенностей в классификацию АТС могут включаться дополнительные коды, которые отсутствуют в этом списке, который составлен Всемирной организацией здравоохранения.

## D02A Дерматопротекторы

### D02AE Производныемочевины
- D02AE01 Мочевины пероксид
- D02AE51 Мочевина в комбинации с другими препаратами

## D02B Фотозащитные препараты

### D02BA Фотозащитные препараты для местного использования
- D02BA01 Aminobenzoic acid[англ.]
- D02BA02 Octinoxate[англ.]

### D02BB Фотозащитные препараты для системного использования
- D02BB01 Бета-каротин